# Monastère de Kilmacduagh
Le monastère de Kilmacduagh se situe à Kilmacduagh, à 5 km de la ville de Gort dans le Comté de Galway en Irlande. Il a été le lieu de naissance du diocèse de Kilmacduagh, dont le nom signifie « l'église du fils de Duagh ». Ce monastère fut établi par saint Colman MacDuagh au VIIe siècle, sur les terres que lui avait données son cousin, le roi du Connacht, Guaire Aidne mac Colmáin (655-663).
Le monastère contient une tour ronde, remarquable par son inclinaison, de plus d'un demi mètre de la verticale, et par sa hauteur, supérieure à 30 mètres. Cette tour, construite au XIIe siècle, servait de refuge pour les moines en cas d'attaque ou de pillage, fréquents au moyen-âge. L'entrée de la tour est à plus de 7m de hauteur, accessible uniquement par une échelle, rétractée en cas d'attaque.
C'est l'importance de ce site qui lui a permis d'obtenir, au XIIe siècle, la création du nouveau diocèse de Kilmacduagh et d'en devenir le siège. Cette richesse et cette taille ont fait du monastère une cible de plusieurs pillages au cours du XIIIe siècle. Actuellement, l'ensemble dépend du diocèse de Galway.

## Légendes
D'après la légende, saint Colman MacDuagh marchait dans les bois du Burren lorsque son Étole tomba sur le sol. Prenant cela pour un signe, il construisit son monastère à cet endroit. L'étole était décrite comme incrustée de pierreries, et a été détenue par les O'Shaughnessys plusieurs siècles plus tard, avec la crosse de saint Colman. L'étole disparut par la suite, mais la crosse passa aux O'Heynes et peut maintenant être vue au musée national d'Irlande.
On raconte également qu'au diocèse de Kilmacduagh, aucun homme ne peut mourir frappé par la foudre. Cette légende a été testée quand une âme malchanceuse fut touchée, mais la force de l'éclair fut telle que le malheureux fut projeté jusque dans le comté voisin de Clare, où il mourut.